# Hyperästhesie
Eine Hyperästhesie ist allgemein eine Überempfindlichkeit und gesteigerte Erregbarkeit der Gefühls- und Sinnesnerven.
Das Gegenteil davon sind die Hypoästhesie (verminderte Empfindlichkeit) und Anästhesie (Empfindungslosigkeit).

## Neurologie
In der Neurologie beschreibt man damit eine Überempfindlichkeit für (primär nicht-schmerzhafte) Berührungsreize, vor allem der Haut.
Sie zählt zu den Störungen der epikritischen Sensibilität. Hyperästhesien können zum Beispiel im Versorgungsgebiet eines bestimmten peripheren Nervs beziehungsweise einer spinalen Nervenwurzel oder in der Randzone eines Sensibilitätsausfalls auftreten.

## Psychologie
In der Psychologie und Psychiatrie steht Hyperästhesie für eine allgemein krankhaft gesteigerte Erregbarkeit. Ernst Kretschmer verwendete den Begriff auch, um die erhöhte emotionale Empfindsamkeit schizoider Persönlichkeiten zu beschreiben.